# 갈레리아 리시스트라테
갈레리아 리시스트라테(Galeria Lysistrate) 혹은 리시스트라타 (Lysistrata, 2세기)는 로마 황제 안토니누스 피우스의 첩이다.
그는 본래 대 파우스티나 황후의 노예였다. 이후에 그는 해방되었다. 138년에 파우스티나가 죽은 뒤에는 안토니누스 피우스의 첩이 되었다. 그녀는 안토니누스 피우스 재위 말년에 대단한 영향력을 지녔던 것으로 전해진다.

## 같이 보기
- 마르키아 (콤모두스의 정부)